# Condado de Chelan
O Condado de Chelan é um dos 39 condados do Estado americano de Washington. A sede de condado é Wenatchee, e sua maior cidade é Wenatchee. O condado possui uma área de 7,753 km², uma população de 66,616 habitantes, e uma densidade populacional de 9 hab/km² (segundo o censo nacional de 2000).